# Herminia pratti
Herminia pratti là một loài bướm đêm trong họ Noctuidae.